# Ilitecaraquia (Ort)
Ilitecaraquia ist ein Ortsteil von Vila Maumeta, dem Hauptort der osttimoresischen Insel Atauro. Ilitecaraquia bildet den Norden von Vila Maumeta, im Osten der Aldeia Ilitecaraquia (Suco Vila Maumeta, Gemeinde Atauro), auf einer Meereshöhe von 26 m.

## Einrichtungen

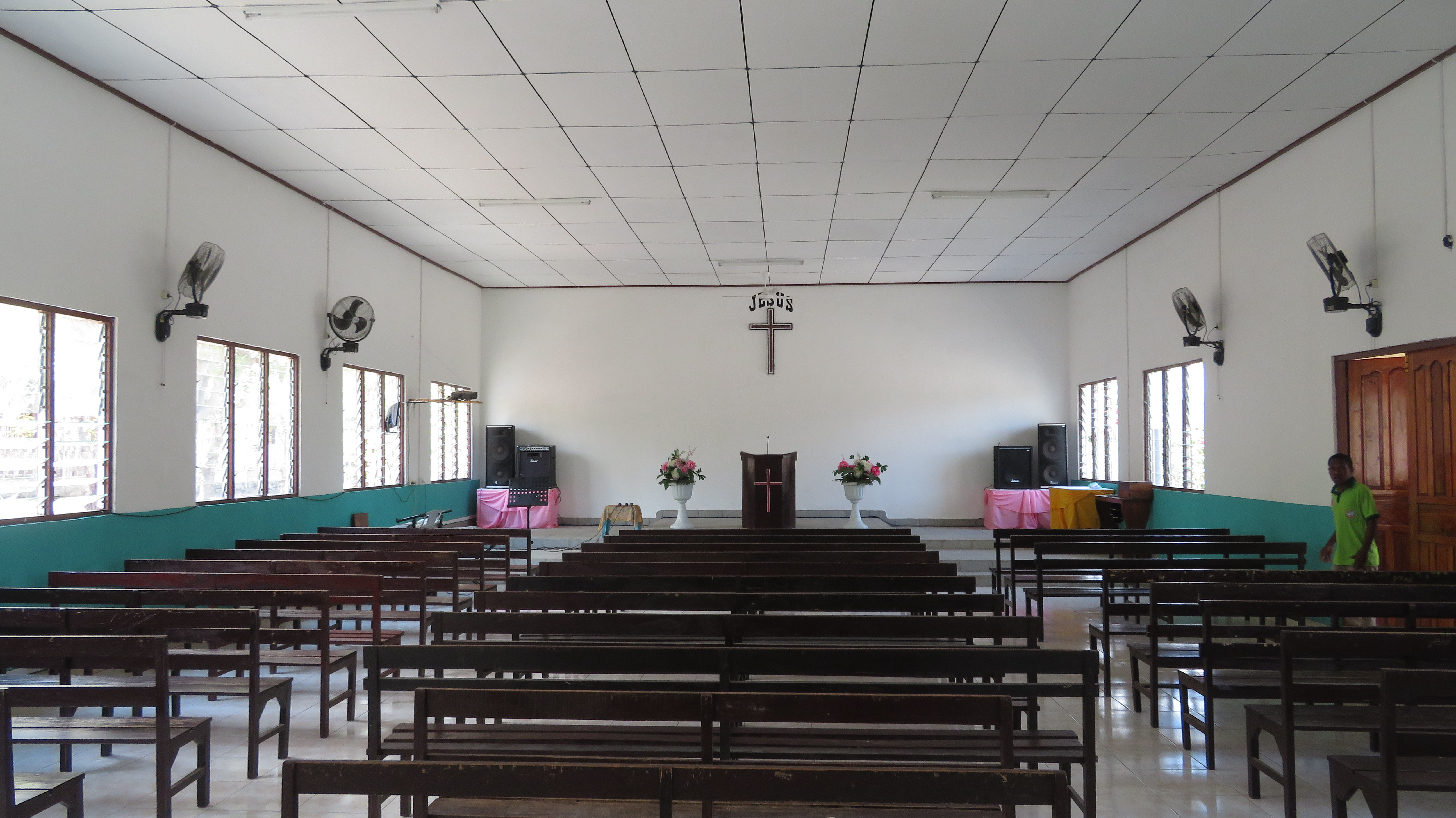
In der evangelischen Kirche

In Ilitecaraquia leben über 700 Menschen. Die Südgrenze zum Stadtteil Ilimanu, ein kleines Flussbett, das nur in der Regenzeit Wasser führt, überqueren die Straßen über kleine Brücken. Gleich im Süden steht die protestantische Kapelle Vila Mau Meta, die größer ist als die katholische Pfarrkirche Nossa Senhora do Rosario in Ilimanu. Im Gegensatz zum ansonsten fast vollständig katholischen Osttimor sind die meisten Einwohner Atauros Protestanten. Sie wurden von Alor aus durch niederländische Calvinisten Anfang des 20. Jahrhunderts missioniert. 2007 bezeichneten sich 60 % der Menschen auf Atauro als Protestanten. Weiter nördlich liegt die Grundschule Perola de Atauro.